# Apollon Smyrnis
Gymnastikos Syllogos Apollon Smyrnis (griechisch Γυμναστικός Σύλλογος Απόλλων Σμύρνης) ist ein griechischer Fußballverein aus Athen, und ist einer der ältesten Vereine Griechenlands.

## Geschichte
Der Verein wurde 1891 von Mitgliedern des ein Jahr zuvor gegründeten Clubs Orpheus in Smyrna gegründet, und nach dem Sonnengott Apollon benannt. Als Farben wurden blau und weiß gewählt, analog der griechischen Flagge. 1894 wurde das erste Stadion erworben und 1910 eine Fußballabteilung gegründet.
Nach dem Krieg 1922 zog man nach Athen. Dort erwarb der Verein sein neues Stadion. Apollon blieb dort ca. 25 Jahre. Nach dem Zweiten Weltkrieg wurde 1948 das Georgios-Kamaras-Stadion erbaut, die neue Heimat des Klubs.
Mitte der 1990er Jahre war die erfolgreichste Zeit. In der Saison 1994/95 qualifizierte man sich durch einen 4. Platz in der Liga für den UEFA-Cup und ein Jahr später erreichte das Team das Pokalfinale, das mit 1:7 gegen AEK Athen verloren ging.
Einige Jahre später war der Ruhm verblasst. 1994/95 stieg der Verein in die 2. Liga ab, 2005 in die 3. Liga und 2007 in die 4. Liga. In den Folgejahren stabilisierte sich der Klub sportlich und kehrte 2012 in die 2. Liga zurück. Als Zweitligameister folgte in der Saison 2012/13 der Durchmarsch in die Superleague, aus der Apollon umgehend wieder abstieg. 2017 wurde der Verein erneut Meister und kehrte in die erste Liga zurück.

## Trainer
- Dezső Bundzsák (1970–1972)
- Todor Veselinović (1980, 1985–1986)
- Gerd Prokop (1982–1983, 1984–1985, 1986–1987)
- Kostas Polychroniou (1984)
- Marco Grote (seit 8. Januar 2022)

## Erfolge
- Griechischer Pokal
  - Finalist 1995/96

## Europapokalbilanz
| Saison  | Wettbewerb | Runde    | Gegner                | Gesamt | Hin     | Rück    |
| ------- | ---------- | -------- | --------------------- | ------ | ------- | ------- |
| 1995/96 | UEFA-Pokal | Vorrunde | NK Olimpija Ljubljana | 2:3    | 1:0 (H) | 1:3 (A) |

Gesamtbilanz: 2 Spiele, 1 Sieg, 1 Niederlage, 2:3 Tore (Tordifferenz −1)